# Пилипецкая сельская община
Пилипецкая сельская общи́на (укр. Пилипецька сільська громада) — территориальная община в Хустском районе Закарпатской области Украины.
Административный центр — село Пилипец.
Население составляет 7 129 человек. Площадь — 201,6 км².

## Населённые пункты
В состав общины входят 11 сёл:
- Пилипец
- Подобовец
- Розтока
- Буковец
- Поток
- Изки
- Келечин
- Нижний Студёный
- Верхний Студёный
- Речка
- Тюшка